# Superflu (groupe)
Pour les articles homonymes, voir Superflu.
Superflu est un groupe de musique français d'origine lilloise créé en 1994.
Superflu sort son premier album, Et puis après on verra bien en 1997, puis un second album, Tchin Tchin, en 2000. Quant au troisième album, La Chance, il est sorti en 2007.

## Histoire
Le groupe Superflu est créé en 1994 à Lille autour des musiques de Nicolas Falez, le leader du groupe,. Le groupe de pop est alors composé de Nicolas Falez, Sonia Bricout et Sébastien Drique, tous trois issus de l'École supérieure de journalisme de Lille. Après avoir réalisé quelques concerts locaux dans la région de Lille, Gauthier Montury (basse) et Gilles Constantini (violon) rejoignent le groupe.

## Composition
En 2007, le groupe est composé de 5 membres : Sonia Bricout, Hugo Cechosz, Gilles Costantini, Nicolas Falez et Michaël Laffort.

## Discographie
- 1997 : Et puis après on verra bien (V2/Village Vert)
- 2000 : Tchin Tchin (V2/Village Vert)
- 2007 : La Chance (Top5 records)

### Participation
- 1998 : Comme un seul homme - Duo avec The Married Monk sur Nous voilà beaux